# Хи Киля
Хи Киля (χ Car / χ Carinae) — звезда в созвездии Киля. У звезды есть традиционное греческое имя - Друс или Дрыс, дословно - дуб или "дубовое дерево". Это имя было дано звезде в честь дуба из оракула Додоны, из которого был сделан брус, встроенный Афиной в корпус корабля Арго.
χ Киля - бело-голубой субгигант спектрального класса В с видимой звёздной величиной +3.46. Он удалён от Земли на расстояние 387 световых лет. Он классифицируется как переменная звезда типа β Цефея, и блеск звезды меняется в пределах 0,015m каждые 2,42 часа.

## Интернет-ссылки
- Yale Bright Star Catalog: Хи Киля Архивная копия от 4 марта 2016 на Wayback Machine